# 아일랜드 음반 산업 협회
아일랜드 음반 산업 협회(Irish Recorded Music Association, IRMA)는 아일랜드의 대형 레코드 협회이다. 음악 라이센스 및 로열티의 관리를 감독하고있다.

## 같이 보기
- 음악 산업
- 아이리시 싱글 차트
- 아이리시 음반 차트